# 智頭町立山形小学校
智頭町立山形小学校（ちづちょうりつ やまがたしょうがっこう）は、かつて鳥取県八頭郡智頭町郷原にあった公立小学校。
校舎は国の有形文化財に登録されている。2012年4月に智頭町内の小学校6校が智頭町立智頭小学校に統合されるのに伴い、同年3月25日をもって閉校された。

## 沿革
- 1875年（明治8年）6月7日 - 智頭郡郷原村に郷原小学校を開設。
- 1876年（明治9年）1月 - 分教場として芦津村に分校を開設。
- 1877年（明治10年）12月 - 八河谷に第二分教場を開設。
- 1880年（明治13年）10月 - 芦津・八河谷の両分校が独立し、芦津小学校と八河谷小学校になる。
- 1883年（明治16年）5月 - 八河谷小学校は芦津小学校の分教場となる。
- 1918年（大正7年）7月1日 - 芦津尋常小学校は山形第二尋常小学校と改称。
- 1919年（大正8年）6月1日 - 郷原尋常高等小学校は山形第一尋常高等小学校と改称。
- 1941年（昭和16年）4月1日 - 国民学校令により山形第一国民学校・山形第二国民学校と改称。
- 1942年（昭和17年）1月7日 - 現在地に新築移転。
- 1947年（昭和22年）4月1日 - 学制改革により、山形第一小学校、山形第二小学校と改称。高等科は新制中学校に入学。
- 1972年（昭和47年）3月31日 - 山形第一小学校と山形第二小学校を統合のため閉校。
- 1972年（昭和47年）4月1日 - 智頭町立山形小学校が開校、旧山形第一小学校を統合校舎とする。
- 1975年（昭和50年）11月16日 - 山形区小学校創立百周年記念式典。
- 2005年（平成17年） - 校舎が国の有形文化財に登録される。
- 2012年（平成24年）3月25日 - 閉校式典挙行。

## 進学先中学校
- 智頭町立智頭中学校

## アクセス
- 智頭駅前：智頭町民すぎっ子バス芦津線「学校前」下車。
- 智頭急行恋山形駅から1km。